# Francesca da Rimini (Mercadante)
Francesca da Rimini è un'opera lirica di Saverio Mercadante, su libretto di Felice Romani, tratto dal celebre episodio del Canto V dell'Inferno di Dante Alighieri. L'opera è stata rappresentata postuma, 150 anni dopo la morte del compositore, al Festival della Valle d'Itria a Martina Franca, il 30 luglio 2016.

## Genesi
L'opera nacque all'epoca del secondo soggiorno a Madrid del compositore, prevista per l'inaugurazione della Stagione di Carnevale al Teatro del Príncipe. Tuttavia, in seguito a un diverbio con Adelaide Tosi, il soprano per cui Mercadante aveva scritto il ruolo protagonistico di Francesca, la commissione fallì e l'opera non venne rappresentata.

Un'altra occasione per il debutto, previsto l'anno seguente per la nuova Stagione di Carnevale al Teatro alla Scala, sfumò, a causa delle pretese delle primedonne previste: Giuditta Pasta e Giulia Grisi. La Pasta si rifiutava di interpretare il ruolo en travesti di Paolo, pretendendo che venisse affidato alla collega. Successivamente, a causa dei loro impegni (la Norma di Vincenzo Bellini e l'Ugo, Conte di Parigi di Gaetano Donizetti), la Grisi e la Pasta rinunciarono al progetto, e nemmeno in quest'occasione l'opera poté essere rappresentata. Mercadante stesso non vide mai, in vita, la sua Francesca rappresentata.

L'opera fu finalmente rappresentata, postuma, nel 2016, nell'ambito del Festival della Valle d'Itria a Martina Franca, diretta da Fabio Luisi, per la regia di Pier Luigi Pizzi. La revisione critica dell'opera è stata curata dalla musicologa Elisabetta Pasquini. La casa discografica Dynamic ha pubblicato la registrazione in disco, DVD e Bluray della prima esecuzione assoluta.

## Cast della prima assoluta
| Personaggio | Vocalità     | Interprete        |
| ----------- | ------------ | ----------------- |
| Francesca   | soprano      | Leonor Bonilla    |
| Paolo       | mezzosoprano | Aya Wakizono      |
| Lanciotto   | tenore       | Mert Süngü        |
| Guido       | basso        | Antonio Di Matteo |
| Guelfo      | tenore       | Ivan Ayon-Rivas   |
| Isaura      | soprano      | Larisa Martinez   |

## Struttura dell'opera

### Atto 1
- 1 Introduzione Lo squillar delle trombe guerriere (Coro, Guido, Lanciotto)
- 2 Coro, scena e Cavatina Presso al meriggio - Seco d'un rio sul margine (Francesca)
- 3 Terzetto Donna, per farti lieta (Lanciotto, Francesca, Guido)
- 4 Scena e Cavatina Quanto ti deggio - Questa speme che m'avanza (Paolo)
- 5 Coro Ai prodi onore!
- 6 Duetto Vedi se v'ha più barbaro (Lanciotto, Paolo)
- 7 Finale Primo Ei ritornò...lo vidi - Assiso di Ginevra al fianco (Francesca, Paolo, Lanciotto, Guido, Coro, Guelfo, Isaura)

### Atto 2
- 8 Coro Rapido come al vento
- 9 Aria Saprò punir, lo giuro (Lanciotto, Guido, Coro)
- 10 Coro, scena ed Aria Fra queste volte oscure - È l'ultima lagrima (Francesca, Isaura, Guelfo, Coro)
- 11 Terzetto e Quartetto Deh, non volermi, o barbaro (Francesca, Paolo, Lanciotto, Guido)
- 12 Scena ed Aria Tace ogni cosa - Se troncando i giorni miei (Paolo)
- 13 Finale Secondo La mia destra ha solo il fiero (Francesca, Paolo, Lanciotto, Guido, Guelfo, Isaura, Coro)